# فرع لفائفي من شريان لفائفي قولوني
فرع لفائفي من شريان لفائفي قولوني هو فرع من شريان لفائفي قولوني.